# Herzeleid
Herzeleid je prvi studijski album njemačkog industrial metal-sastava Rammstein.

## Popis pjesama
1. "Wollt ihr das Bett in Flammen sehen?" - 5:17
2. "Der Meister" - 4:08
3. "Weißes Fleisch" - 3:35
4. "Asche zu Asche" - 3:51
5. "Seemann" - 4:48
6. "Du riechst so gut" - 4:49
7. "Das alte Leid" - 5:44
8. "Heirate mich" - 4:44
9. "Herzeleid" - 3:41
10. "Laichzeit" - 4:20
11. "Rammstein" - 4:25

## Singlovi
- "Du riechst so gut"
- "Seemann"
- "Asche zu Asche"